# 奥廖卡纳韦塞
奥廖卡纳韦塞（義大利語：Orio Canavese），是意大利都灵省的一个市镇。总面积7平方公里，人口844人，人口密度120.6人/平方公里（2009年）。ISTAT代码为001172。